# Bill Kaulitz
Bill Kaulitz (Leipzig, 1 de setembre del 1989) és el vocalista del grup Tokio Hotel. És el germà bessó de Tom Kaulitz, guitarrista del mateix grup.

## Biografia
Els dos bessons van patir la separació dels seus pares als 7 anys; van dedicar una cançó a aquest tema, ja que un altre component del grup, Georg Listing, també va passar per aquesta situació: Gegen meinen willen, del disc Schrei. El seu padrastre els va animar i els va iniciar al món de la música, ja que ell tenia un grup i era guitarrista.
Tom va aprendre a tocar la guitarra –encara que no sabia desxifrar una partitura– i Bill va aprendre a utilitzar la seva veu com calia. A poc a poc van anar actuant en alguns bars, on es van reunir amb Georg i Gustav, i van formar una petita banda anomenada Devilish, a la qual li van canviar el nom per Tokio Hotel, que sonava més alemany i semblava més glamorós. Va ser llavors quan un periodista els va descobrir. Al principi van fitxar per Sony BMG, però ben aviat es van passar a Universal Music.